# 受胎告知 (スルバラン、グルノーブル)
『受胎告知』（じゅたいこくち、仏: L'Annonciation, 英: Annunciation）は、スペインのバロック絵画の巨匠フランシスコ・デ・スルバランが1638-1639年にキャンバス上に油彩で制作した絵画である。画家が『羊飼いの礼拝』、『東方三博士の礼拝』、『キリストの割礼』とともにへレース・デ・ラ・フロンテーラのカルトジオ会のために描いた4点の大作のうちで1点で、三位一体の聖霊を表すハトの見守る中で「受胎告知」の場面が描かれている。1901年のレオン・ド・ベリエ  の寄贈で、フランスのグルノーブル美術館の所蔵となっている。

## 作品
本作の主題である「受胎告知」は、『新約聖書」中の「ルカによる福音書」(1章34-35) に記述されている。画面では、左側にいる聖母マリアが書見台の前に跪き、右側にいる大天使ガブリエルから聖霊により神の子イエス・キリストを身ごもったことを告げられている様子が描かれている。跪いて目を伏せている聖母とガブリエルは外に開いた空間におり、彼らの背後では大きな柱が地上界と天上界を結びつけている。
この作品でスルバランの色彩に関する創意は常になく大胆である。聖母は濃いピンク色の服の上に濃い青色のマントを羽織っている。対照的に、大天使ガブリエルの衣装は、黄色が買ったオレンジ色で眩いばかりの輝かしい。2人の人物は暗い中景を背景に配置されているので、そうした色彩がいっそう強調される。聖母とガブリエルの頭上には、褐色の雲の間から流れ込む黄色い閃光の真ん中に聖霊のハトが姿を見せている。青色と薄いピンク色の服を着た画面上部右側の2人の天使がこうした色彩表現の仕上げをしている。
このような色彩表現とは対照的に、画面の諸要素はより保守的な型にはめられている。構図は、地上の場面に天上の場面を重ねるという形式である。スルバランは画面に荘厳さを与えようと、人物のスケールを巨大なものにしているが、大天使ガブリエルが天から聖母の部屋に飛び込んできて、聖母を驚かすという劇的な性格は避けている。画家は、聖母と天使を恭しい態度で描くことにより場面に儀式的な性格を与えることを選んだ。前景から建築物のある背景への奥行きの表現は、線よりはむしろ光によって達成されている。前景と背景の中間にある建物を暗くすることで、スルバランは暗いスクリーンを真ん中にして、その両側に明るいスクリーンを置いた舞台装置でもあるかのように画面を設定している。空間と人物の構成はそれ以前の絵画の慣例にしたがっているが、それらは色彩の爆発とでも呼ぶべきものによって生気を与えられている。